# World Series of Poker 2019

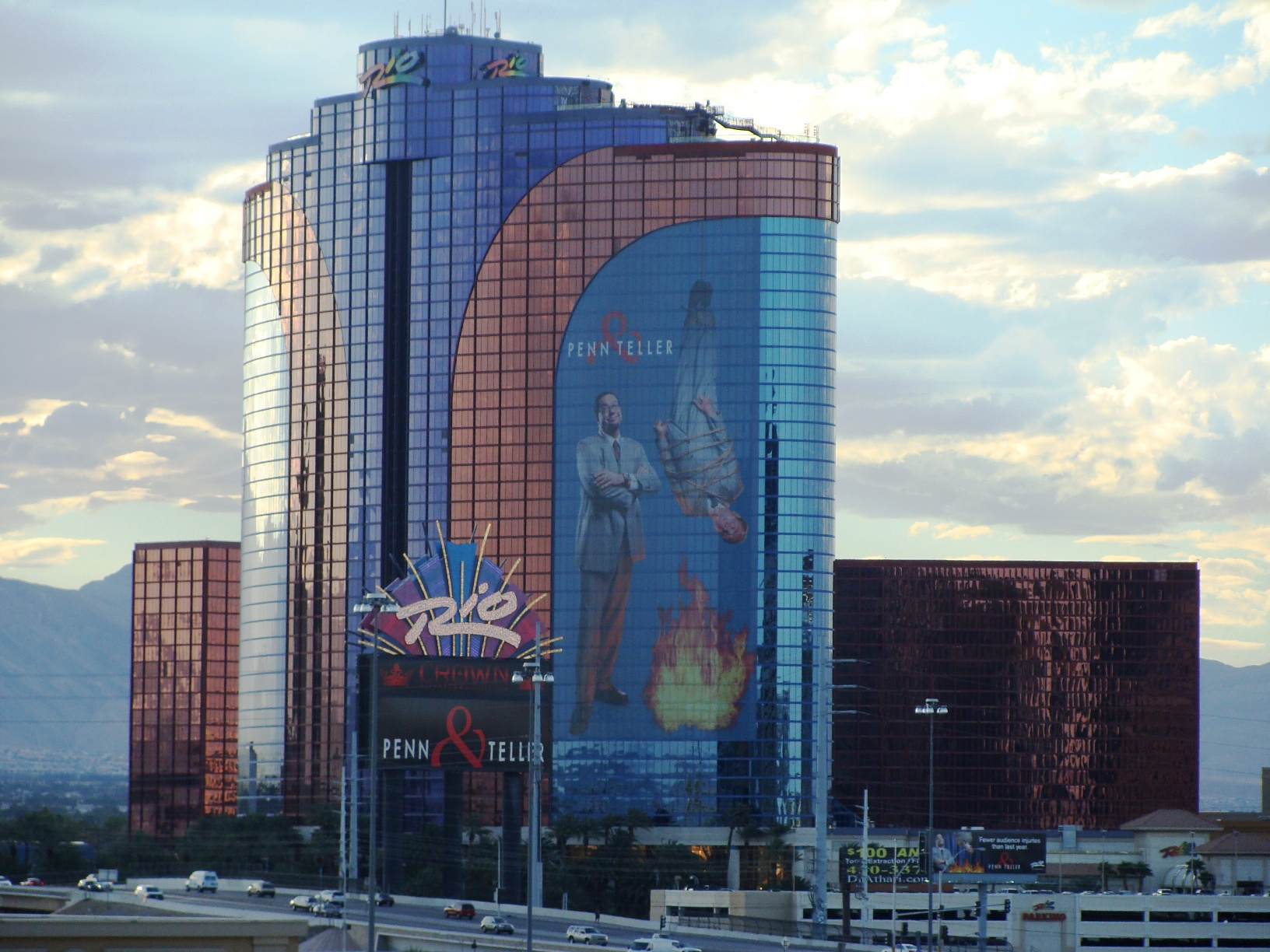
Het Rio All-Suite Hotel & Casino

De World Series of Poker (WSOP) 2019 vormden de 50e jaarlijkse World Series of Poker (WSOP). In het kader hiervan werd er van 29 mei tot en met 16 juli 2019 in een recordaantal van 89 toernooien gespeeld om de titels. Deze vinden allemaal plaats in het Rio All-Suite Hotel & Casino in Las Vegas. 
Het hoofdtoernooi is het $10.000 No Limit Hold'em Main Event, waarvan de winnaar zich een jaar lang de officieuze wereldkampioen poker mag noemen. Dit toernooi werd gewonnen door Hossein Ensan.
Om te vieren dat het de 50e editie is, werd er een speciaal $50.000 No Limit Hold’em-toernooi georganiseerd. Ook was er voor het eerst een toernooi waar alleen voormalig toernooiwinnaars aan kunnen meedoen, genaamd de $1.500 50th Annual Bracelet Winners Only No Limit Hold'em. 

## Toernooien
| #  | Event                                                     | Deelnemers | Winnaar                                | Prijs       | Tweede                                   |
| -- | --------------------------------------------------------- | ---------- | -------------------------------------- | ----------- | ---------------------------------------- |
| 1  | $500 Casino Employees No Limit Hold'em                    | 686        | Nicholas Haynes                        | $62.345     | Isaac Hanson                             |
| 2  | $10.000 Super Turbo Bounty No Limit Hold'em               | 204        | Brian Green                            | $345.669    | Ali Imsirovic                            |
| 3  | $500 The Big 50 No Limit Hold'em                          | 28.371     | Femi Fashakin                          | $1.147.449  | Paul Cullen                              |
| 4  | $1.500 Omaha Hi-Lo 8 or Better                            | 853        | Derek McMaster                         | $228.228    | Jason Berilgen                           |
| 5  | $50.000 50th Annual High Roller No Limit Hold'em          | 110        | Ben Heath                              | $1.484.085  | Andrew Lichtenberger                     |
| 6  | $2.500 Mixed Triple Draw Lowball                          | 296        | Dan Zack                               | $160.447    | Sumir Mathur                             |
| 7  | $400 WSOP.com Online No Limit Hold'em                     | 2.825      | Yong Kwon                              | $165.263    | Gabor Szabo                              |
| 8  | $10.000 Short Deck No Limit Hold'em                       | 114        | Alex Epstein                           | $296,227    | Thai Ha                                  |
| 9  | $600 No Limit Hold'em Deep Stack                          | 6.151      | Jeremy Pekarek                         | $398.281    | Dan Kuntzman                             |
| 10 | $1.500 Dealers Choice 6-Handed                            | 470        | Scott Clements                         | $144.957    | Tim McDermott                            |
| 11 | $5.000 No Limit Hold'em                                   | 400        | Daniel Strelitz                        | $442,385    | Shannon Shorr                            |
| 12 | $1.000 Super Turbo Bounty No Limit Hold'em                | 2.452      | Daniel Park                            | $226.243    | Erik Cajelais                            |
| 13 | $1.500 No Limit 2-7 Lowball Draw                          | 296        | Yuval Bronshtein                       | $96.278     | Ajay Chabra                              |
| 14 | $1.500 H.O.R.S.E.                                         | 751        | Murilo Souza                           | $207.003    | Jason Stockfish                          |
| 15 | $10.000 Heads Up No Limit Hold'em Championship            | 112        | Sean Swingruber                        | $186.356    | Ben Yu                                   |
| 16 | $1.500 No Limit Hold'em 6-Handed                          | 1.832      | Isaac Baron                            | $407.739    | Ong Dingxiang                            |
| 17 | $1.500 No Limit Hold'em Shootout                          | 917        | Brett Apter                            | $238.824    | Anatolii Zyrin                           |
| 18 | $10.000 Omaha Hi-Lo 8 or Better Championship              | 183        | Frankie O'Dell                         | $443,641    | Owais Ahmed                              |
| 19 | $1.500 Millionaire Maker No Limit Hold'em                 | 8.809      | John Gorsuch                           | $1.344.930  | Kazuki Ikeuchi                           |
| 20 | $1.500 Seven Card Stud                                    | 285        | Eli Elezra                             | $93.766     | Anthony Zinno                            |
| 21 | $10.000 No Limit 2-7 Lowball Draw Championship            | 91         | Jim Bechtel                            | $253.817    | Vince Musso                              |
| 22 | $1.000 Double Stack No Limit Hold'em                      | 3.253      | Jorden Fox                             | $420.693    | Jayachandra Gangaiah                     |
| 23 | $1.500 Eight Game Mix 6-Handed                            | 612        | Rami Boukai                            | $177.294    | John Evans                               |
| 24 | $600 WSOP.com Online Pot Limit Omaha 6-Handed             | 1.216      | Josh Pollock                           | $139.470    | Jason Gooch                              |
| 25 | $600 Pot Limit Omaha Deep Stack                           | 2.577      | Andrew Donabedian                      | $205.605    | Todd Dreyer                              |
| 26 | $2.620 Marathon No Limit Hold'em                          | 1.083      | Roman Korenev                          | $477.401    | Jared Koppel                             |
| 27 | $1.500 Seven Card Stud Hi-Lo 8 or Better                  | 460        | Michael Mizrachi                       | $142.801    | Robert Gray                              |
| 28 | $1.000 No Limit Hold'em                                   | 2.477      | Stephen Song                           | $341.854    | Scot Masters                             |
| 29 | $10.000 H.O.R.S.E. Championship                           | 172        | Greg Mueller                           | $425.347    | Daniel Ospina                            |
| 30 | $1.000 Pot Limit Omaha                                    | 1.526      | Luis Zedan                             | $236.673    | Thida Lin                                |
| 31 | $3.000 No Limit Hold'em 6-Handed                          | 754        | Thomas Cazayous                        | $414.766    | Nicholas Howard                          |
| 32 | $1.000 Seniors No Limit Hold'em Championship              | 5,917      | Howard Mash                            | $662,594    | Jean-René Fontaine                       |
| 33 | $1.500 Limit 2-7 Lowball Triple Draw                      | 467        | Robert Campbell                        | $144.027    | David Bach                               |
| 34 | $1.000 Double Stack No Limit Hold'em                      | 6.214      | Joseph Cheong                          | $687.782    | David Ivers                              |
| 35 | $10.000 Dealers Choice 6-Handed Championship              | 122        | Adam Friedman                          | $312,417    | Shaun Deeb                               |
| 36 | $3.000 No Limit Hold'em Shootout                          | 313        | David Lambard                          | $207.193    | Johan Guilbert                           |
| 37 | $800 No Limit Hold'em Deep Stack                          | 2.808      | Robert Mitchell                        | $297.537    | Marco Bognanni                           |
| 38 | $600 WSOP.com Online Knockout Bounty No Limit Hold'em     | 1.224      | Upeshka De Silva                       | $98.263     | David Nodes                              |
| 39 | $1.000 Super Seniors No Limit Hold'em                     | 2.650      | Michael Blake                          | $359.863    | Barry Shulman                            |
| 40 | $1.500 Pot Limit Omaha                                    | 1.216      | Ismael Bojang                          | $298.507    | James Little                             |
| 41 | $10.000 Seven Card Stud Championship                      | 88         | John Hennigan                          | $245.451    | Daniel Negreanu                          |
| 42 | $600 8-Handed No Limit Hold'em/Pot Limit Omaha Deep Stack | 2.403      | Aristeidis Moschonas                   | $194.759    | Dan Matsuzuki                            |
| 43 | $2.500 Mixed Big Bet Event                                | 218        | Loren Klein                            | $127.808    | Ryan Hughes                              |
| 44 | $1.500 Bounty No Limit Hold'em                            | 1.807      | Asi Moshe                              | $253.933    | Damjan Radanov                           |
| 45 | $25.000 High Roller Pot Limit Omaha                       | 278        | Stephen Chidwick                       | $1.618.417  | James Chen                               |
| 46 | $500 WSOP.com Online Turbo No Limit Hold'em Deep Stack    | 1.181      | Dan Lupo                               | $145.274    | David Clarke                             |
| 47 | $10.000/$1.000 Ladies No Limit Hold'em Championship       | 968        | Jiyoung Kim                            | $167.308    | Nancy Matson                             |
| 48 | $2.500 No Limit Hold'em                                   | 996        | Ari Engel                              | $427.399    | Pablo Melogno                            |
| 49 | $10.000 Limit 2-7 Lowball Triple Draw Championship        | 100        | Luke Schwartz                          | $273.336    | George Wolff                             |
| 50 | $1.500 Monster Stack No Limit Hold'em                     | 6.035      | Kainalu McCue-Unciano                  | $1.008.850  | Vincent Chauve                           |
| 51 | $2.500 Omaha/Seven Card Stud Hi-Lo 8 or Better            | 401        | Yuri Dzivielevski                      | $213.750    | Michael Thompson                         |
| 52 | $10.000 Pot Limit Omaha Eight-Handed Championship         | 518        | Dash Dudley                            | $1.086.967  | James Park                               |
| 53 | $800 8-Handed No Limit Hold'em Deep Stack                 | 3.759      | Santiago Soriano                       | $371.203    | Amir Lehavot                             |
| 54 | $1.500 Razz                                               | 363        | Kevin Gerhart                          | $119.054    | Sergio Braga                             |
| 55 | $1.000 WSOP.com Online Double Stack No Limit Hold'em      | 1.333      | Jason Gooch                            | $241.493    | Brian Wood                               |
| 56 | $1.500 Super Turbo Bounty No Limit Hold'em                | 1.867      | Jonas Lauck                            | $260.335    | Robert Bickley                           |
| 57 | $1.000 Tag Team No Limit Hold'em                          | 976        | Daniel Dayan Ohad Geiger Barak Wisbrod | $168.395    | Lawrence Chan Matthew Moreno Jerod Smith |
| 58 | $50.000 Poker Players Championship                        | 74         | Phil Hui                               | $1.099.311  | Josh Arieh                               |
| 59 | $600 Deepstack Championship No Limit Hold'em              | 6.140      | Joe Foresman                           | $397.903    | Will Givens                              |
| 60 | $1.500 Pot Limit Omaha Hi-Lo 8 or Better                  | 1.117      | Anthony Zinno                          | $279.920    | Rodney Burt                              |
| 61 | $400 The Colossus No Limit Hold'em                        | 13.109     | Sejin Park                             | $451.272    | Georgios Kapalas                         |
| 62 | $10.000 Razz Championship                                 | 116        | Scott Seiver                           | $301.421    | Andrey Zhigalov                          |
| 63 | $1.500 Mixed Pot Limit Omaha Hi-Lo/Big O                  | 717        | Anatolii Zyrin                         | $199.838    | Yueqi Zhu                                |
| 64 | $888 Crazy Eights No Limit Hold'em                        | 10.185     | Rick Alvarado                          | $888.888    | Mark Radoja                              |
| 65 | $10.000 Pot Limit Omaha Hi-Lo 8 or Better Championship    | 193        | Nick Schulman                          | $463.670    | Brian Hastings                           |
| 66 | $1.500 Limit Hold'em                                      | 541        | David "ODB" Baker                      | $161.139    | Brian Kim                                |
| 67 | $10.000 Seven Card Stud Hi-Lo 8 or Better Championship    | 151        | Robert Campbell                        | $385.763    | Yueqi Zhu                                |
| 68 | $1.000 WSOP.com Online No Limit Hold'em Championship      | 1.750      | Nicholas Baris                         | $303.739    | Tara Cain                                |
| 69 | $1.000 The Mini Main Event No Limit Hold'em               | 5.521      | Jeremy Saderne                         | $628.654    | Lula Taylor                              |
| 70 | $5.000 No Limit Hold'em 6-Handed                          | 815        | Joao Vieira                            | $758.011    | Joe Cada                                 |
| 71 | $500 Salute to Warriors No Limit Hold'em                  | 1.723      | Susan Faber                            | $121.161    | Rob Stark                                |
| 72 | $10.000 Limit Hold'em Championship                        | 118        | Juha Helppi                            | $306.622    | Mike Lancaster                           |
| 73 | $10.000 No Limit Hold'em Main Event                       | 8.569      | Hossein Ensan                          | $10.000.000 | Dario Sammartino                         |
| 74 | $3.200 WSOP.com Online No Limit Hold'em High Roller       | 593        | Brandon Adams                          | $411.561    | Nabil Cardoso                            |
| 75 | $1.111 Little One for One Drop No Limit Hold'em           | 6.248      | James Anderson                         | $690.686    | Fernando Karam                           |
| 76 | $800 WSOP.com Online No Limit Hold'em 6-Handed            | 1.560      | Shawn Buchanan                         | $223.119    | David "Bakes" Baker                      |
| 77 | $3.000 Limit Hold'em 6-Handed                             | 193        | Stephanie Dao                          | $133.189    | Alain Alinat                             |
| 78 | $1.500 Bounty Pot Limit Omaha                             | 1.130      | Maximilian Klostermeier                | $177.823    | David Callaghan                          |
| 79 | $3.000 No Limit Hold'em                                   | 671        | Ivan Deyra                             | $380.090    | David Gonzalez                           |
| 80 | $1.500 Mixed No Limit Hold'em/Pot Limit Omaha             | 1.250      | Jerry Odeen                            | $304.793    | Peter Linton                             |
| 81 | $1.500 50th Annual Bracelet Winners Only No Limit Hold'em | 185        | Shankar Pillai                         | $71.580     | Michael Gagliano                         |
| 82 | $1.500 Double Stack No Limit Hold'em                      | 2.589      | Tom Koral                              | $530.164    | Freek Scholten                           |
| 83 | $100.000 High Roller No Limit Hold'em                     | 99         | Keith Tilston                          | $2.792.406  | Daniel Negreanu                          |
| 84 | $1.500 The Closer No Limit Hold'em                        | 2.800      | Abhinav Iyer                           | $565.346    | Sammy Lafleur                            |
| 85 | $3.000 Pot Limit Omaha 6-Handed                           | 835        | Alan Sternberg                         | $448.392    | Evangelos Kokkalis                       |
| 86 | $10.000 No Limit Hold'em 6-Handed Championship            | 272        | Anuj Agarwal                           | $630.747    | Kahle Burns                              |
| 87 | $3.000 H.O.R.S.E.                                         | 301        | Denis Strebkov                         | $206.173    | Paul Tedeschi                            |
| 88 | $500 WSOP.com Online Summer Saver No Limit Hold'em        | 1.859      | Taylor Paur                            | $149.241    | Francois Evard                           |
| 89 | $5.000 No Limit Hold'em                                   | 608        | Carl Shaw                              | $606.562    | Tony Dunst                               |

## Main Event 2019
Het Main Event is een pokertoernooi dat geldt als belangrijkste evenement in het programma dat aangeboden wordt tijdens de jaarlijkse World Series of Poker (WSOP). Net als de twee voorgaande jaren wordt de finaletafel niet in oktober of november gespeeld, maar in juli.

### Finaletafel
| Naam             | Aantal chips (percentage van het totaal) | Bracelets | Uitbetalingen* | Verdiensten* |
| ---------------- | ---------------------------------------- | --------- | -------------- | ------------ |
| Hossein Ensan    | 177.000.000 (34,4%)                      | 0         | 1              | $3.276       |
| Garry Gates      | 99.300.000 (19,3%)                       | 0         | 11             | $156.728     |
| Zhen Cai         | 60.600.000 (11,8%)                       | 0         | 15             | $101,151     |
| Kevin Maahs      | 43.000.000 (8,4%)                        | 0         | 0              | 0            |
| Alex Livingston  | 37.800.000 (7,3%)                        | 0         | 16             | $629.241     |
| Dario Sammartino | 33.400.000 (6.5%)                        | 0         | 38             | $3.446.537   |
| Milos Skrbic     | 23.400.000 (4,5%)                        | 0         | 5              | $313.598     |
| Timothy Su       | 20.200.000 (3,9%)                        | 0         | 1              | $927         |
| Nick Marchington | 20.100.000 (3,9%)                        | 0         | 1              | $12.415      |

*Verdiensten tijdens alle World Series of Poker-evenementen tot aan de start van het Main Event 2019

### Uitslag finaletafel
| Plaats | Naam             | Prijs       |
| ------ | ---------------- | ----------- |
| 1ste   | Hossein Ensan    | $10.000.000 |
| 2de    | Dario Sammartino | $6.000.000  |
| 3de    | Alex Livingston  | $4.000.000  |
| 4de    | Garry Gates      | $3.000.000  |
| 5de    | Kevin Maahs      | $2.200.000  |
| 6de    | Zhen Cai         | $1.850.000  |
| 7de    | Nick Marchington | $1.525.000  |
| 8ste   | Timothy Su       | $1.250.000  |
| 9de    | Milos Skrbic     | $1.000.000  |

## Bracelet nummer twee of meer
Voor een aantal spelers die tijdens de WSOP 2019 een toernooi en een daarbij behorende gouden 'bracelet' (armband) wonnen, was dit niet hun eerste. Voor de volgende spelers was dit bracelet nummer twee of meer:
| - John Hennigan (6) - Michael Mizrachi (5) - Eli Elezra (4) - Loren Klein (4) - Scott Clements (3) - Upeshka De Silva (3) - Frankie O'Dell (3) - Scott Seiver (3) | - Nick Schulman (3) - David "ODB" Baker (2) - Jim Bechtel (2) - Phil Hui (2) - Shankar Pillai (2) - Anthony Zinno (2) - Robert Campbell (1 en 2) |